# Presstalis
Presstalis est une société commerciale de messagerie de presse chargée de distribuer des imprimés à travers un réseau de points de vente. Elle a repris l'activité des NMPP au 1er janvier 2010. Elle s'arrête le 1er juillet 2020. Le tribunal de commerce de Paris la place en liquidation judiciaire.
Une partie de ses actifs est liquidée, d'autres sont reprises par France Messagerie, société détenue par la CDQ (Coopérative des quotidiens).
La principale mission de cet organisme est de participer à la diffusion de la presse écrite. En 2012, Presstalis distribuait 75 % de la presse en France, dont la totalité de la presse quotidienne nationale.

## Histoire

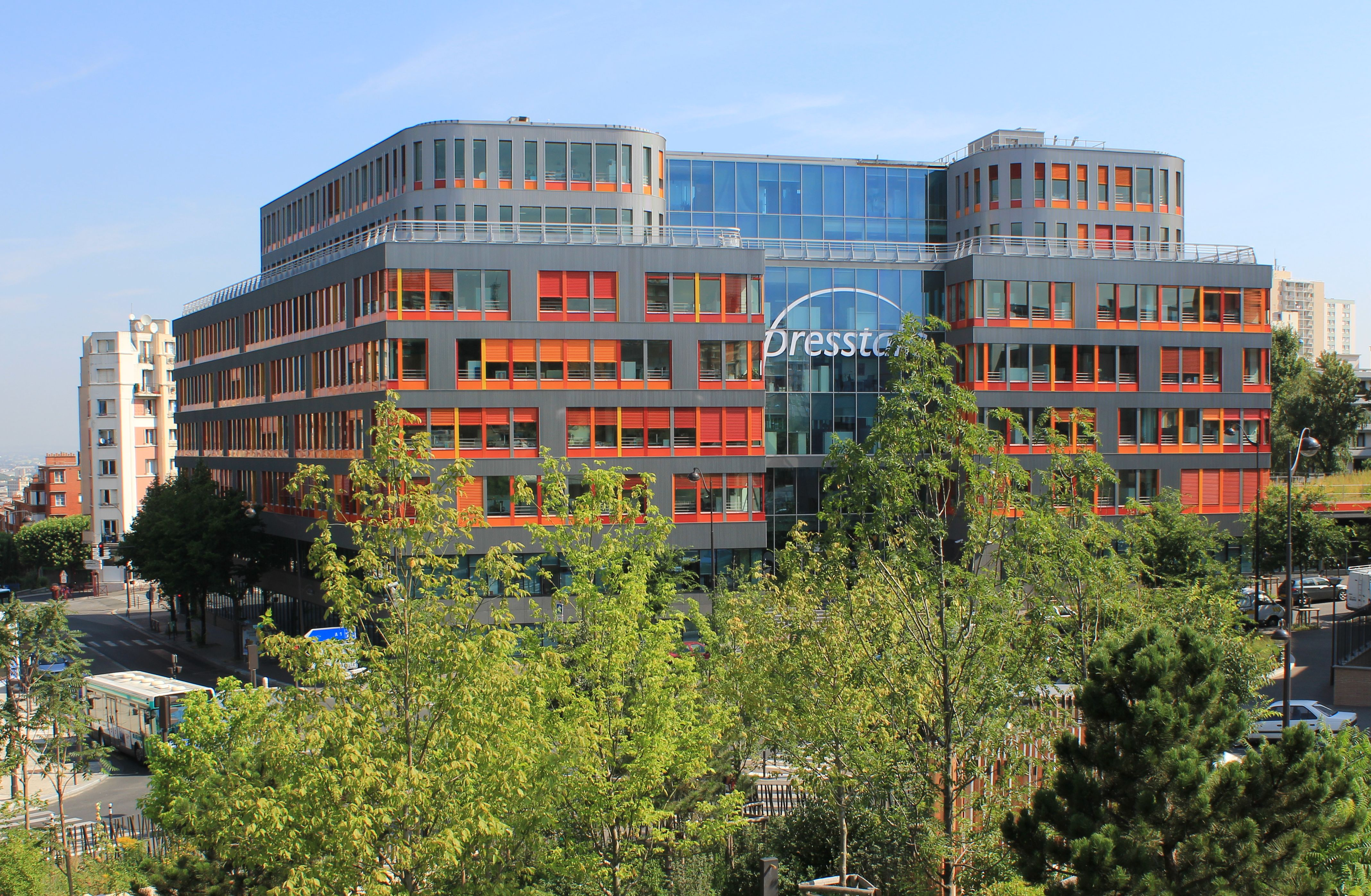
Nouveau siège social de Presstalis, situé à la porte des Lilas.

Les Nouvelles Messageries de la presse parisienne (NMPP) ont été fondées le 16 avril 1947 conformément à la loi Bichet du 2 avril 1947, née de la volonté politique, liée au contexte de la Libération, de garantir aux titres de presse une diffusion nationale, équitable et économiquement viable.
Les NMPP ont été confrontées, au cours de leur histoire, à un contexte économique qui a considérablement évolué. Dans les années 1990-2000, plusieurs études critiques[Lesquelles ?] se sont penchées sur le fonctionnement des NMPP depuis leur naissance. Ainsi, selon Emmanuel Schwarzenberg, ancien rédacteur au Figaro, l'histoire des NMPP est liée dès son commencement au « pouvoir exorbitant d’un syndicat », le Syndicat général du livre et de la communication écrite CGT, dont les « avantages faramineux » auraient « contribué à couler la presse française depuis la Libération »[réf. souhaitée]. Cet avis est loin de faire l’unanimité puisque les NMPP sont héritières d'actifs monopolistiques, les Messageries Hachette, fondées en 1897 et dissoutes en 1944, comme tous les organes de presses ayant continué pendant l'occupation (le 25 juin 1940 pour la zone nord et le 26 novembre 1942 pour la zone sud) en raison de leur collaboration avec les nazis et le régime de Vichy. Le but annoncé par le « cahier bleu » est « de faire table rase en matière de presse » et « d’obtenir des garanties efficaces contre la corruption des journaux et l’influence du capitalisme dans la presse ». Elles sont remplacées par les Messageries françaises de la presse (MFP), fondées le 30 août 1945, qui est une association entre cinq coopératives éditrices de journaux et la Société de gérance des messageries (en réalité Hachette), lesquelles s'empressent de revendre en moins de trois ans leurs actifs à Hachette (qui possédait déjà 49 %) et qui prend ainsi le contrôle des NMPP, revenant à une situation d'avant 1944, lors d'une opération qualifiée à l'époque de « dépeçage ».  
Ainsi, le paysage français de la distribution de journaux depuis au moins 1900 possède un caractère monopolistique (un seul interlocuteur) qui le mettait à la merci des grèves, comme ce fut le cas en 1907, 1934 et 1936.
Confrontées à des remises en cause de son fonctionnement, à des déficits d'exploitation durables conjugués à la constatation que les coûts de diffusion de la presse en France sont parmi les plus élevés d'Europe les NMPP sont peu à peu contraintes, depuis les années 1980, à se moderniser. Au niveau de l'actionnariat, les NMPP sont détenues à cette époque à hauteur de 49 % par le groupe Hachette.
Le nouveau siècle et l'apparition des journaux gratuits, l'érosion des points de vente, etc., obligent l'entreprise à réagir face à un environnement évolutif. En 2007, le déficit net des NMPP était de 29 millions d'euros, pour un déficit d'exploitation de 11 millions d'euros.
Conformément à l'esprit de la loi Bichet, Presstalis, née de la réorganisation des NMPP en 2009, est, jusqu'en 2011 une SARL détenue à 51 % par les éditeurs de presse, regroupés en deux coopératives ; et à 49 % par Hachette SA, propriété de Lagardère SCA, qui eut longtemps un rôle d'opérateur.
Depuis le 1er juillet 2011, Presstalis est devenue une société par actions simplifiée (SAS). Lagardère SCA ayant cédé ses parts pour un euro symbolique, le capital de 16 millions d'euros est désormais réparti entre :
- une coopérative des magazines (75 %) ;
- une autre coopérative représentant les quotidiens (25 %)[7],[8].

Presstalis distribue 75 % de la presse en France, dont la totalité de la presse quotidienne nationale. 4 000 titres sont diffusés dans 25 000 points de vente.
Les pertes annoncées par Presstalis pour 2011 sont de 15 millions d'euros. Face à la crise de la presse quotidienne française, l'État français distribue des aides à la presse qui s'élèvent en 2012 à 250 millions d'euros pour Presstalis, destinées notamment à sa restructuration (il s'agit de faire partir 1 200 personnes sur un total de 2 500).

### Une histoire agitée: recel d'armes et détournements de matériel
Plusieurs affaires émaillent l'histoire des NMPP liées de manière générale au Syndicat général du livre et de la communication écrite CGT.
À la fin des années 1980, un trafic de bobines de papier est découvert. Chaque mois, 200 tonnes de papier étaient expédiées vers Cuba pour imprimer le journal Granma. Les imprimeries de tous les quotidiens nationaux étaient concernées, et Fidel Castro lui-même traitait avec les ouvriers du Syndicat du livre. Robert Hersant, propriétaire notamment du Figaro, a préféré étouffer l'affaire plutôt que d'affronter une grève.
Fin 1991, la direction des NMPP découvre une cache d’armes de 5 000 fusils, carabines, armes de guerre avec leurs munitions dans l’un des hangars de Saint-Ouen. Ces armes, détournées lors de la faillite de Manufrance et stockées là par des ouvriers CGT en 1980, ont été clandestinement stockées au sein même des NMPP en attendant un hypothétique « Grand Soir ». La direction des NMPP alerte la justice mais s’abstient de porter plainte, le scandale est étouffé, le gouvernement négociant directement avec la CGT.
En 2003, un trafic de journaux a été découvert. Chaque jour pendant plusieurs années, entre 500 et 2 000 exemplaires de quotidiens étaient détournés par certains ouvriers et vendus par des kiosquiers. Le préjudice est estimé à 3 millions d'euros par an.

### Positionnement et difficultés de Presstalis
Comme l'étaient les NMPP, l'entreprise Presstalis se trouve en position dominante sur son marché. Le marché considéré par l'Autorité de la concurrence est celui de la vente au numéro. Cette définition date de 1987, c'est-à-dire à l'époque où les NMPP eurent les premières difficultés avec le Conseil de la concurrence (devenu en 2009 Autorité de la concurrence). L'entreprise est désormais confrontée à la distribution des journaux gratuits mais également à Internet, sans oublier l'abonnement qui est un mode de distribution géré par l'éditeur lui-même et donc concurrentiel à Presstalis. L'entreprise contrôle environ la distribution de 80 % des titres et trente-cinq mille emplois.
En dépit (ou à cause) de cette position dominante, l'entreprise accumule les pertes. Sa taille nuit à son efficacité et le coût des salaires — selon certaines sources contestées par les syndicats de cette entreprise  — la rendrait non compétitive.
Ce système de distribution attire les foudres de certains groupes de presse, comme Metro International dont les colporteurs ont été agressés en 2002 par des membres du Syndicat général du livre et de la communication écrite CGT des NMPP.
Juridiquement l'entreprise agit en qualité de commissionnaire ducroire tout comme les dépositaires centraux de presse et les diffuseurs de presse (appelés également marchands de journaux).
Pour combler en partie la perte du chiffre d'affaires due à la crise, Presstalis diversifie ses activités en signant des partenariats avec des grossistes en librairie, ou encore plus récemment avec la société Kiala.
Ces dernières années, le second opérateur, les Messageries lyonnaises de presse (MLP), a gagné des parts de marché sur son concurrent Presstalis, qui souffrirait d'un réseau moins bien modernisé. En 2012, Presstalis assure encore l'intégralité de la distribution de la presse quotidienne nationale, dont le coût est bien plus important que la partie magazines.
En 2010, la SGLCE-CGT bloque la distribution des périodiques durant trois semaines en région parisienne. Elle s'oppose à la réorganisation du groupe Presstalis (ex-NMPP) et notamment de la messagerie Société presse Paris services (SPPS) qui est chargée de la distribution de la presse à Paris et dont le déficit structurel est de 26 millions d’euros par an.
Entre 2008 et 2012, le groupe cumule 240 millions d'euros de pertes. En 2011, l'entreprise est placée par le tribunal de commerce sous la surveillance d'un mandataire judiciaire. En octobre 2012, confronté à l'éventualité d'un redressement judiciaire, un plan de restructuration est proposé prévoyant mille deux cent cinquante suppressions de postes sur un total de deux mille cinq cents salariés. Entre septembre 2012 et février 2013, la SGLCE-CGT bloque la parution des quotidiens plus de trente fois menaçant l'existence des quotidiens tels que Libération ou L'Humanité dont les revenus proviennent essentiellement des ventes au numéro. Le pouvoir paralysant de la SGLCE-CGT est abondamment critiqué sans que la situation change pour autant. Le plan de sauvetage de 2012 se conclut par 1 200 départs, dans des conditions très favorables, les plus de 55 ans continuant de toucher leur salaire jusqu'à leur départ à la retraite, ce qui coûte autour de 40 M€ par an.
En février 2013, le quotidien Le Figaro dénonce les blocages de la distribution décidée par la SGLCE-CGT liés de nouveau avec la restructuration de Presstalis.
La direction de Presstalis lance à partir de 2013 des plans ambitieux alors que le marché est en déclin : la stratégie de rachat de dépôts et de création de grosses plates-formes de distribution coûte 50 M€. Elle fait face à une baisse du volume d'activité de 30 %, et les camions sont souvent « à moitié vides ». Un autre plan demandé en 2013 par le Conseil supérieur des messageries de presse est la mise en place d'un logiciel commun à Presstalis et aux MLP. D'un coût de 22 M€, le logiciel est inadapté et entraîne un surcoût de six millions d'euros annuels. Le retour à l'ancien système est finalement décidé en 2018. Pour disposer de trésorerie, Presstalis emprunte à 6 ou 7 % de l'argent garanti par le ducroire, l'argent provenant par les points de vente avant qu'il soit versé aux éditeurs : cette pratique est parfois qualifiée de cavalerie. De plus, la direction de Presstalis bénéficie de salaires et de notes de frais élevés, de l'ordre du million d'euros. Fin 2016 les MLP révèlent des cas de favoritisme chez Presstalis, les plus gros éditeurs bénéficiant de rabais illicites estimés à 10 ou 12 millions d'euros.
Au printemps 2017, le déficit, caché jusque là, est révélé et s'élève à 300 M€. La direction est débarquée, et un nouveau plan de sauvetage à 150 M€, servant à financer 250 départs, est lancé.
Fin 2017, toujours confronté à la baisse des ventes de la presse, Presstalis est de nouveau en situation périlleuse : la société risque la cessation de paiement. Début décembre 2017, la société a un besoin en trésorerie de 37 millions d'euros. Elle annonce qu'elle va retenir le quart de la somme qu'elle doit à ses clients et qui aurait dû être versé avant fin janvier 2018. Les petits éditeurs protestent contre ce gel des paiements. Le tribunal de commerce nomme un mandataire pour accompagner la société,.
Pour le ministère de la culture, cette crise ne peut être surmontée que par une restructuration du secteur, et donc un changement de la Loi Bichet. Le Monde estime que le ministère de la culture veut rompre avec le principe d'égalité : les points de vente n'auraient plus l'obligation de présenter tous les titres de presse.
En décembre 2019, l'ARCEP, nouvellement responsable de la diffusion de la presse, interdit pour six mois aux journaux de quitter Presstalis, afin de ne pas compromettre son redressement. En raison du plan de sauvetage de Presstalis, le prix de vente de nombreux journaux, comme Le Parisien, Les Échos, L'Équipe ou L'Humanité connaît une nette augmentation[réf. souhaitée].
Il dépose le bilan en avril 2020.
L'audience du tribunal prévue au 24 avril est reportée au 12 mai après la fin du confinement, puis au 15 mai.
Le 7 mai, l'Arcep autorise les « petits éditeurs » de magazine à quitter Presstalis à partir du 12 mai. SoPress, qui édite notamment Society et LGH qui édite Le 1 rejoignent ainsi les Messageries lyonnaises de presse.
Le 13 mai 2020, l'État accorde un prêt de 35 millions d'euros à Presstalis ; ce prêt s’ajoute aux 33 millions mis en place pendant le confinement. Le montant total de l'intervention est donc de 68 millions d'euros.
La coopérative de distribution des quotidiens (CDQ), représentant la Presse quotidienne nationale française, propose in extremis le 11 mai de reprendre la moitié des employés du siège de Presstalis et 125 des 195 employés du centre de distribution de Bobigny. Les représentants du personnel ont accueilli favorablement cette proposition, qui ne concerne cependant pas les filiales SAD et Soprocom, responsables des dépôts régionaux. Les salariés de ces filiales organisent des blocages à Gallargues et Nancy. Le Syndicat général du livre et de la communication écrite CGT appelle au blocage des parutions. Les dépôts régionaux risquent la liquidation et donc la perte de leurs cinq cents emplois, soit 70 % de l'effectif total de Presstalis.
La décision officielle est prononcée le 15 mai 2020 par le tribunal de commerce de Paris : Presstalis est placé en redressement judiciaire avec une période d'observation de deux mois. Cependant, faute d'accord entre les magazines et la presse quotidienne pour la reprise intégrale de Presstalis, les filiales régionales de distribution sont liquidées, notamment la SAD, ce qui représente la perte de cinq cents emplois,. Quarante petits éditeurs sur les deux cent cinquante qui utilisaient Presstalis ont indiqué vouloir quitter la structure pour son concurrent, les Messageries lyonnaises de presse.
Le tribunal de commerce de Paris examine le 22 juin 2020 l'unique offre de reprise, par la coopérative des quotidiens. 645 emplois sur les 914 de Presstalis devraient ainsi être supprimés. L'Arcep décide en parallèle que tous les journaux qui étaient clients de Presstalis en 2018 doivent payer 2,25 % de leurs ventes pour aider l'entreprise. Le tribunal accepte le 1er juillet l'offre de reprise. La nouvelle entreprise, France Messagerie, ne compte plus que 295 employés, et vise à supprimer encore 130 postes. L'État verse 80 M€, qui serviront principalement à payer les plans de départ.

## Structure du groupe
Données Altares.
|                                                    | Ville/Pays       |               |
| -------------------------------------------------- | ---------------- | ------------- |
| Presse Paris Services SNC                          | Paris            | 4489 387 2016 |
| Messapresse                                        | Abidjan          |               |
| TMV                                                | Madagascar       |               |
| NMCP Nouvelles Messageries Calédoniennes de Presse | Papeete/Tahiti   |               |
| Edipresse                                          | Côte d'Ivoire    |               |
| Médiakiosk - Administration Afiichage Publicité    | Gennevilliers    | 572 181 394   |
| Vialife Viapresse                                  | Paris            | 415 280 627   |
| Strator                                            | Vincennes        | 328 063 565   |
| Agence polynésienne de Diffusion                   | Papeete/Tahiti   |               |
| SAD Société d'Agences et de Diffusion              | Paris            | 313 125 437   |
| Ocyto                                              | Paris            | 503 918 633   |
| CCEI Comptoir Commercial Import Export             | Paris            | 552 082 828   |
| Sogapresse Société Gabonaise de Presse             | Libreville/Gabon |               |

## Activité, résultat et effectif
|                                           | 2014  | 2015  | 2016  | 2017  | 2018  |
| ----------------------------------------- | ----- | ----- | ----- | ----- | ----- |
| Chiffre d'affaires en millions d'euros    | 246   | 228,7 | 177,5 | 211,1 | 146   |
| Résultat net en millions d'euros (+ ou -) | -42,7 | -38,5 | -47,3 | -58,7 | -57,6 |
| Effectif moyen annuel                     | 747   | 698   | 664   | 666   | nc    |

## Identité visuelle (logo)
Des NMPP à Presstalis :

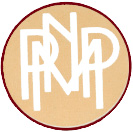
Premier logo des NMPP avec pour slogan « La plume universelle » (1947 - 1988)
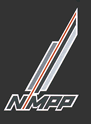
« De la plume au laser » Le logo évolue (1988 - 1996)
Nouvelle identité visuelle (1996 - 2008)
« La dimension du groupe » (2008-2009)
Nouveau nom et logotype actuel (14 décembre 2009)

## Direction des NMPP puis de Presstalis
Les présidents du conseil de gérance puis (depuis 2011) du conseil d'administration :
- Henri Massot : 1947-1973
- Marc Demotte : 1973-1993
- Jean de Montmort : 1993-2011
- Anne-Marie Couderc : 2011-2017[45]
- Michèle Benbunan : 2017[45]-

Les directeurs généraux :
- Guy Lapeyre : 1947-1967
- Henri Breton : 1967-1973
- Jean Bardon : 1974-1985
- Jean Hamon : 1985-1986
- Étienne-Jean Cassignol : 1986-1994
- Yves Sabouret: 1994-2003
- Ghislain Le Leu : 2003-2006
- Rémy Pflimlin : 2006-2010
- Anne-Marie Couderc : 2010-2011[46]
- Vincent Rey : 2011-2017[45]

## Controverse
De par son caractère monopolistique, l'histoire des NMPP et de Presstalis est intimement liée à celle du Syndicat général du livre et de la communication écrite CGT  (SGLCE-CGT) ayant une capacité de blocage de son fonctionnement, affectant par conséquent le bon déroulement de la distribution de la presse écrite et la fluidité des livraisons[À attribuer],.